# John Lamb (Politiker, 1840)

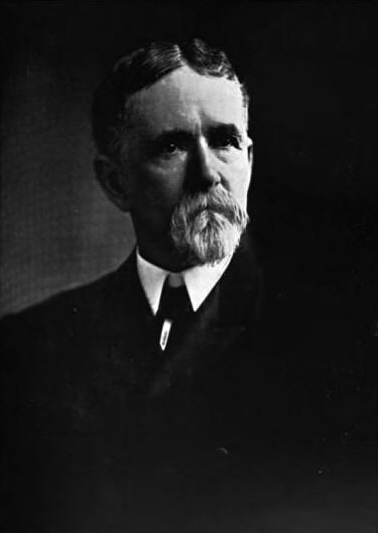
John Lamb

John Lamb (* 12. Juni 1840 im Sussex County, Virginia; † 21. November 1924 in Richmond, Virginia) war ein US-amerikanischer Politiker. Zwischen 1897 und 1913 vertrat er den Bundesstaat Virginia im US-Repräsentantenhaus.

## Leben
John Lamb besuchte eine private Schule. Während des Bürgerkrieges war er Kompanieführer einer Kavallerieeinheit im Heer der Konföderation. Nach dem Krieg arbeitete er zunächst im Handel. Später war er unter anderem Polizeichef und Kämmerer im Charles City County. Gleichzeitig schlug er als Mitglied der Demokratischen Partei eine politische Laufbahn ein.
Bei den Kongresswahlen des Jahres 1896 wurde Lamb im dritten Wahlbezirk von Virginia in das US-Repräsentantenhaus in Washington, D.C. gewählt, wo er am 4. März 1897 die Nachfolge von Tazewell Ellett antrat. Nach sieben Wiederwahlen konnte er bis zum 3. März 1913 acht Legislaturperioden im Kongress absolvieren. In diese Zeit fiel der Spanisch-Amerikanische Krieg von 1898. Seit 1911 war er Vorsitzender des Landwirtschaftsausschusses. Im Jahr 1912 wurde er nicht wiedergewählt.
Nach dem Ende seiner Zeit im US-Repräsentantenhaus leitete John Lamb die konföderierte Erinnerungsstätte Battle Abbey in Richmond. Er starb am 21. November 1924 in Richmond, wo er auch beigesetzt wurde.